# Dwayaangam
Dwayaangam — рід грибів родини Orbiliaceae. Назва вперше опублікована 1978 року.

## Класифікація
До роду Dwayaangam відносять 8 видів:
- Dwayaangam colodena
- Dwayaangam cornuta
- Dwayaangam dichotoma
- Dwayaangam gamundiae
- Dwayaangam heterospora
- Dwayaangam junci
- Dwayaangam quadridens
- Dwayaangam yakuensis